# Eucampsipoda inermis
Eucampsipoda inermis är en tvåvingeart som beskrevs av Oskar Theodor 1955. Eucampsipoda inermis ingår i släktet Eucampsipoda och familjen lusflugor. Inga underarter finns listade i Catalogue of Life.